# Akram Aylisli
Akram Najaf oglu Naibov ( em azeri:  Əkrəm Nəcəf oğlu Naibov   , nascido em 6 de dezembro de 1937), mais conhecido por seu pseudônimo Akram Aylisli, é um escritor, dramaturgo, romancista e ex-parlamentar do Azerbaijão . Suas obras foram traduzidas de seu azerbaijão natal para vários idiomas na antiga União Soviética e em todo o mundo. Foi condecorado pelo Presidente do Azerbaijão com as prestigiosas ordens " Istiglal " (2002) e "Shokhrat". Em 2013, após a publicação da novela Stone Dreams de Aylisli, que retratava os pogroms realizados pelos azerbaijanos contra os armênios em Sumgait e Baku e apresentava os armênios sob uma luz simpática, o presidente Aliyev assinou um decreto presidencial que retirou de Aylisli o título de "Escritor do Povo" e a pensão presidencial. Seus livros foram queimados  em sua cidade natal, seu filho e sua esposa foram demitidos de seus empregos e uma "recompensa" de cerca de $ 13.000 foi prometida por cortar a orelha do escritor. Em março de 2014, um pedido formal foi feito por várias figuras públicas em todo o mundo para nomear Aylisli para o Prêmio Nobel da Paz .

## Biografia
Aylisli nasceu na aldeia de Aylis em 1937 na região de Ordubad de Naquichevão, parte do Azerbaijão soviético, perto das fronteiras da Armênia e do Irã. Sua mãe, Leya Ali Kyzy, era a contadora de histórias da aldeia, seu pai morreu na Segunda Guerra Mundial quando Akram tinha cinco anos. Sua juventude na União Soviética coincidiu com um de seus períodos mais liberais: os anos de desestalinização e o 'Degelo' sob a liderança de Nikita Khrushchev . Aylisli recebeu sua pós-graduação no Instituto de Literatura Maxim Gorky em Moscou, a escola de elite de escrita criativa para escritores soviéticos.
Seu primeiro trabalho, um poema intitulado "Qeşem ve onun Kürekeni", foi publicado na revista Azerbaycan . Durante os tempos soviéticos, Aylisli foi poeta, tradutor e dramaturgo, e escreveu vários romances: "Árvores sem sombra", "O brilho dos seis sóis", "A estação dos vestidos coloridos", "O desfiladeiro branco", " A barragem", "Povos e Árvores" e outros. A maioria das obras de Aylisli está associada a esta aldeia nativa. As histórias e romances de Aylisli, tão sutis e cheios de afeto pela vida camponesa, são muito populares no Azerbaijão e na União Soviética. Seu romance "Povos e Árvores" foi traduzido para mais de trinta idiomas e publicado além das fronteiras soviéticas nos países da Europa Oriental.
Aylisli também foi autor de vários dramas e peças, que foram encenadas e exibidas nos cinemas de Baku, Nakhchivan, Ganja e Yerevan . Além disso, Aylisli trabalhou como tradutor. Ele traduziu para o azeri os livros de Gabriel Garcia Marquez, Heinrich Böll, Ivan Turgenev, Konstantin Paustovsky, Vladimir Korolenko, Anton Chekhov, Vasily Shukshin, Chinghiz Aitmatov e Salman Rushdie .

Aylisli recebeu o título de "Escritor do Povo", bem como os maiores prêmios estaduais do Azerbaijão - as medalhas de "Shokhrat" ("Honra") e "Istiglal" ("Independência"). Em novembro de 2005, ele foi eleito para a Assembleia Nacional do Azerbaijão (Milli Majlis). Ele serviu por um mandato, que terminou em 7 de novembro de 2010.
Aylisli geralmente apóia as visões de esquerda. Suas obras publicadas na União Soviética não estavam em conformidade com o realismo socialista, do que alguns outros escritores do Azerbaijão SSR na época, e ele falou negativamente sobre a era soviética por um tempo na década de 1990. Em uma de suas recentes entrevistas transmitidas ao canal de televisão ANS TV, ele afirmou que acredita que Karl Marx foi um gênio e que o mundo chegará às suas ideias mais cedo ou mais tarde.

## Controvérsiade Stone Dreams
No final de 2012 e início de 2013, Aylisli se envolveu em polêmica quando sua novela, Daş yuxular (Stone Dreams), foi publicada em um jornal de língua russa chamado Druzhba Narodov (Amizade dos Povos). Abrange os pogroms de armênios em Baku em 1989 e o massacre de armênios em sua aldeia natal pelas tropas turcas em 1919. As cenas do passado recente e as histórias de velhos sobre o massacre armênio se entrelaçam no romance. O livro original foi escrito em 2006  em língua azerbaijã, mas o autor adiou a publicação porque não gostou da tradução para o russo, que posteriormente foi realizada por ele mesmo. O livro original em Azerbaijão nunca foi publicado.

### Trama
O romance conta a história do ator azerbaijano Saday Sadykhly e seus esforços para proteger seus vizinhos armênios durante os Pogroms de Sumgait e Baku nos últimos anos da União Soviética. O romance começa quando o severamente espancado Sadykhly está sendo transportado para o hospital: enquanto tentava proteger seu vizinho armênio, ele também foi agredido pelos yeraz [refugiados azeris da Armênia] nas ruas de Baku, que o tomaram também por um armênio.
Há quatro personagens principais no romance. Sadai Sadykhly, seu amigo Nunavrish Karabahly, também ator, sogro de Sadykhly, professor de psiquiatria, Dr. Abbasaliev e cirurgião no hospital para onde Sadykhly foi levado logo após o ataque, Dr. Farid Farzaneh. Embora pareça que Sadykhly estava se recuperando no início, no final seu corpo não aguenta os ferimentos físicos ou a pressão nervosa, e então ele falece.

### Acusações
Muitos no Azerbaijão se ofenderam com o retrato simpático de Aylisli dos armênios, com quem lutaram e perderam um conflito de seis anos pelo controle da região de Nagorno-Karabakh no início dos anos 1990, e com os quais ainda estão em guerra. A novela despertou ressentimento ao retratar apenas a brutalidade do Azerbaijão contra os armênios durante o conflito, sem nunca mencionar incidentes de suposta violência armênia contra os azerbaijanos, como o massacre de Khojaly .
Existem alguns outros aspectos controversos no romance. Pouco depois dos pogroms em Sumgait no início de março de 1988, Sadyghly quer "ir para Echmiadzin para se converter ao cristianismo com a bênção dos católicos armênios, ficar [lá] para sempre como um monge implorando a Deus que perdoe os muçulmanos por todos os males que eles cometeram contra os armênios". É provável que esse elemento do romance seja profundamente frustrante para muitos leitores do Azerbaijão, considerando o papel ambíguo desempenhado pelos armênios católicos nos eventos do final dos anos 1980. O Bispo Vazgen I não agiu para proteger a população azerbaijana da Armênia ou para impedir sua expulsão, tornando-se uma figura impopular no Azerbaijão.
Outro tabu sensível aparentemente questionado por Aylisli é o significado da circuncisão - um ritual sagrado para todo muçulmano praticante. O Dr. Farzani, que é casado com uma russa, quer que seu filho seja circuncidado. Mas sua esposa pergunta a Farzani se o Profeta é mais sábio que Deus. No final das contas, o filho deles passa a ver a circuncisão como um ato de violência em seu corpo, e essa reação acaba separando a família de Farzani. É provável que um retrato tão controverso de um conceito tão sagrado quanto a circuncisão tenha sido difícil para alguns leitores do Azerbaijão.

### campanha de assédio
Logo após a publicação de Stone Dreams, o homenageado escritor tornou-se inimigo do estado. A mídia de massa lançou uma campanha de intimidação em larga escala.
Em Baku, Ganja, e na aldeia natal do escritor, foram organizados comícios onde as pessoas gritavam slogans como "Morte a Akram Aylisli!" , "Traidor!" , "Por que você se vendeu aos armênios?" , "Akram é armênio!", e eles incendiaram seus livros e retratos. A Organização Juvenil de Refugiados de Nagorno Karabakh anunciou sua e outras ONGs que lidam com os assuntos de veteranos, refugiados e a intenção de tomar medidas legais contra Aylisli.
Em 7 de fevereiro de 2013, o presidente do Azerbaijão Ilham Aliyev assinou um decreto presidencial que retirou Aylisli de seu título de "Escritor do Povo" e da pensão pessoal que acompanhava o título.
Ali Hasanov, chefe do Departamento Social e Político da Administração Presidencial do Azerbaijão, denunciou-o por supostamente não ter espírito nacional ou senso de humanidade, por desrespeitar a memória daqueles que morreram durante a guerra e por se passar por um defensor dos valores humanos. Ele acrescentou que Aylisli representa a juventude armênia que matou milhares de azerbaijanos, assumiu o controle das terras do Azerbaijão e cometeu o massacre em Khojaly, mas que ele representa os azerbaijanos como assassinos e personalidades fracas. Ele acrescentou ainda que, como azerbaijanos, eles "devem expressar ódio público contra essas pessoas [armênios]".

### Reação do autor
Respondendo aos críticos que o acusam de ser parcial, o escritor disse: "Se eu tivesse alguma dúvida de que desonrei meu povo, isso me quebraria. Mas eles pensam que quando digo duas boas palavras sobre um armênio, devo dizer três boas sobre um azerbaijano. Mas não é da minha conta manter esse tolo equilíbrio! Na minha história eu retrato um personagem e sua percepção da realidade. Sua mente é muito frágil; ele está à beira da insanidade." Aylisli se defendeu em uma entrevista, comentando que "os armênios não são meus inimigos. . . . Como podem ser? Eu sou um escritor vivendo no século 21. Uma solução para Nagorno-Karabakh está sendo adiada e a hostilidade está crescendo entre as duas nações. Quero contribuir para uma solução pacífica." Em resposta à acusação de traição, Aylisli afirmou que não é patriota: "De onde você tirou que um escritor deve ser patriota? Ele deve escrever tudo o que sua mente e razão lhe disserem."

### Apoio
Em 3 de fevereiro, um grupo de jovens intelectuais independentes organizou uma pequena manifestação perto do monumento de Mirza Alakbar Sabir para apoiar Akram Aylisli. Vários escritores e intelectuais do Azerbaijão, incluindo o famoso escritor e roteirista Rustam Ibragimbekov, também se manifestaram em sua defesa. Leyla Yunus, uma importante ativista de direitos humanos do Azerbaijão, afirmou que "Apenas Aylisli defende a honra e a dignidade de nossa nação após a história de Ramil Safarov ". Ragıp Zarakolu, um importante ativista e editor turco de direitos humanos conhecido por enfrentar assédio legal por muito tempo por publicar livros sobre o genocídio armênio, também apoiou Aylisli.
O centro russo PEN e vários escritores russos famosos como Boris Akunin, Andrei Bitov, Viktor Erofeev, Sergey Kaledin e Lev Anninsky também declararam seu apoio a Ayilisli durante a controvérsia.
Em fevereiro de 2014, um pedido formal foi feito por várias figuras públicas em todo o mundo para nomear Aylisli para o Prêmio Nobel da Paz - "pela coragem demonstrada em seus esforços para reconciliar o povo do Azerbaijão e da Armênia". Entre os indicados estavam professores de ciências sociais e reitores de universidades, como Craig Calhoun e Immanuel Wallerstein, dos Estados Unidos, e Theodor Shanin, do Reino Unido. Eles observaram que Akram Aylisli foi provavelmente o primeiro autor turquico que escreveu um livro de penitência pelo genocídio armênio. "Aylisli foi a primeira a expressar essa dor em uma obra literária que é muito pessoal, profunda e duramente conquistada. (...) As ações do Sr. Aylisli são importantes não apenas para armênios e azerbaijanos, mas também para outros em toda a ex-União Soviética, que foram cegados pelo ódio étnico. De fato, seu exemplo transcende localização, etnia ou persuasão política. Sua resistência solitária, seu desafio, sua disposição de sacrificar tudo pelo bem da verdade é um incentivo para que cada um de nós seja corajoso. (...) O Sr. Aylisli é uma daquelas raras pessoas como Martin Luther King e Andrei Sakharov, cuja coragem pessoal e impulso moral podem mudar o destino de uma nação e destruir os muros que dividem as nações."

## Obras
- Gilas ağacı [Cerejeira Selvagem]. Baku: Uşaqgəncnəşr, 1961, 47 páginas.
- Dağlara çən düşəndə [Quando as montanhas caíram]. Baku: Azərnəşr, 1963, 56 páginas.
- Atalar və atasızlar [Pais e Órfãos]. Baku: Azərnəşr, 1965, 121 páginas.
- Mənim nəğməkar bibim [Meu cantor é minha tia]. Baku: Azərnəşr, 1968
- Adamlar və ağaclar [Homens e Árvores]. Baku: Gənclik, 1970, 247 páginas.
- Kür qırağının meşələri [Florestas de Barro]. Baku: Gənclik, 1971, 50 páginas.
- Ürək yaman şeydir [De partir o coração]. Baku: Gənclik, 1973, 152 páginas.
- Bu kənddən bir qatar keçdi [Um trem desta vila]. Baku: Azərnəşr, 1977, 267 páginas.
- Gilənar çiçəyinin dedikləri [Flor desbotada que dizem]. Baku: Yazıçı, 1983, 438 páginas.
- Adamlar və ağaclar [Homens e Árvores]. Baku: Gənclik, 1985, 320 páginas.
- Ədəbiyyat yanğısı [Fogo Literário]. Baku: Yazıçı, 1989.
- Seçilmiş əsərləri (iki cilddə) [Obras selecionadas em dois volumes]. 1º vol. Baku: Azərnəşr, 1987, 497 páginas.
- Seçilmiş əsərləri (iki cilddə) [Obras selecionadas em dois volumes]. 2º vol. Baku: Azərnəşr, 1987, 416 páginas.
- Möhtəşəm tıxac (romance) [Grande Engarrafamento]
- Daş yuxular (romance) [Stone Dreams]
  - Tradução russa publicada como Акрам АЙЛИСЛИ: Каменные сны. Дружба Народов 2012, 12 ( online em Журнальный зал )
  - Adeus, Aylis : um romance não tradicional em três obras, Katherine E Young, (tradutora) Brighton, MA : Academic Studies Press, 2018.ISBN 9781618117953 ,OCLC 1051776488